# Jena Jubilee Singers
Die Jena Jubilee Singers sind ein Chor der Friedrich-Schiller-Universität in Jena.

## Geschichte
Der Chor hat sich der traditionellen, geistlichen Musik der schwarzen Amerikaner, also den Gospels, Spirituals und Jubilees, verschrieben. Unter anderem führen sie Werke von Moses Hogan, Kirby Shaw und Robert Ray  auf. Daneben singt er moderne kirchliche Musik, klassische Werke und Eigenkompositionen. Zu ihrem Repertoire gehören unter anderem auch Werke aus dem Jazz, Rock und Pop, zum Beispiel von Duke Ellington und Sting.
Der Chor gründete sich im Mai 1988, noch vor der Wende, bestehend aus Norbert Kleekamp als künstlerischem Leiter, drei Sängerinnen und zwei Sängern. In der DDR waren sie damit Pioniere der Gospelmusik.
Die ersten Auftritte kamen zustande. 1994 brachte Rektor Ernst Schmutzer den Chor an die  Friedrich-Schiller-Universität in Jena nachdem er bei einem Konzert begeistert von ihnen war. Der Chor wuchs zeitweilig auf 50 Mitglieder an.
Seine Auftritte absolviert der Chor vornehmlich in Thüringen, Sachsen und Hessen, Mecklenburg-Vorpommern und Schleswig-Holstein. Auslandskonzerte wurden bisher in Österreich, Tschechien und Italien gegeben. Im Jahr 2005 unternahm der Chor eine vierzehntägige Gospeltour in die USA. Am 17. August 2024 beteiligten sie sich unter dem Motto „Nie wieder ist jetzt“ zusammen mit sieben weiteren Chören an einer Liederkette durch Jena. Diese wurde durch die Initiative Weltoffenes Thüringen initiiert.
Der Chor gehört dem Chorverband Thüringen an.

## Diskografie
- 2000: Rise Up Singin’  (Eigenproduktion)
- 2000: Gospel Mass (Eigenproduktion)
- 2001: Go Tell It on the Mountain (Eigenproduktion)
- 2004: We’re the Jubilee Singers (Eigenproduktion)
- 2007: Hallelujah, Christ Is Born (Eigenproduktion)
- 2008: Celebration (Eigenproduktion)
- 2009: LIVE (Konzert-Mitschnitt 2009) (Eigenproduktion)